# Ottmar Mergenthaler

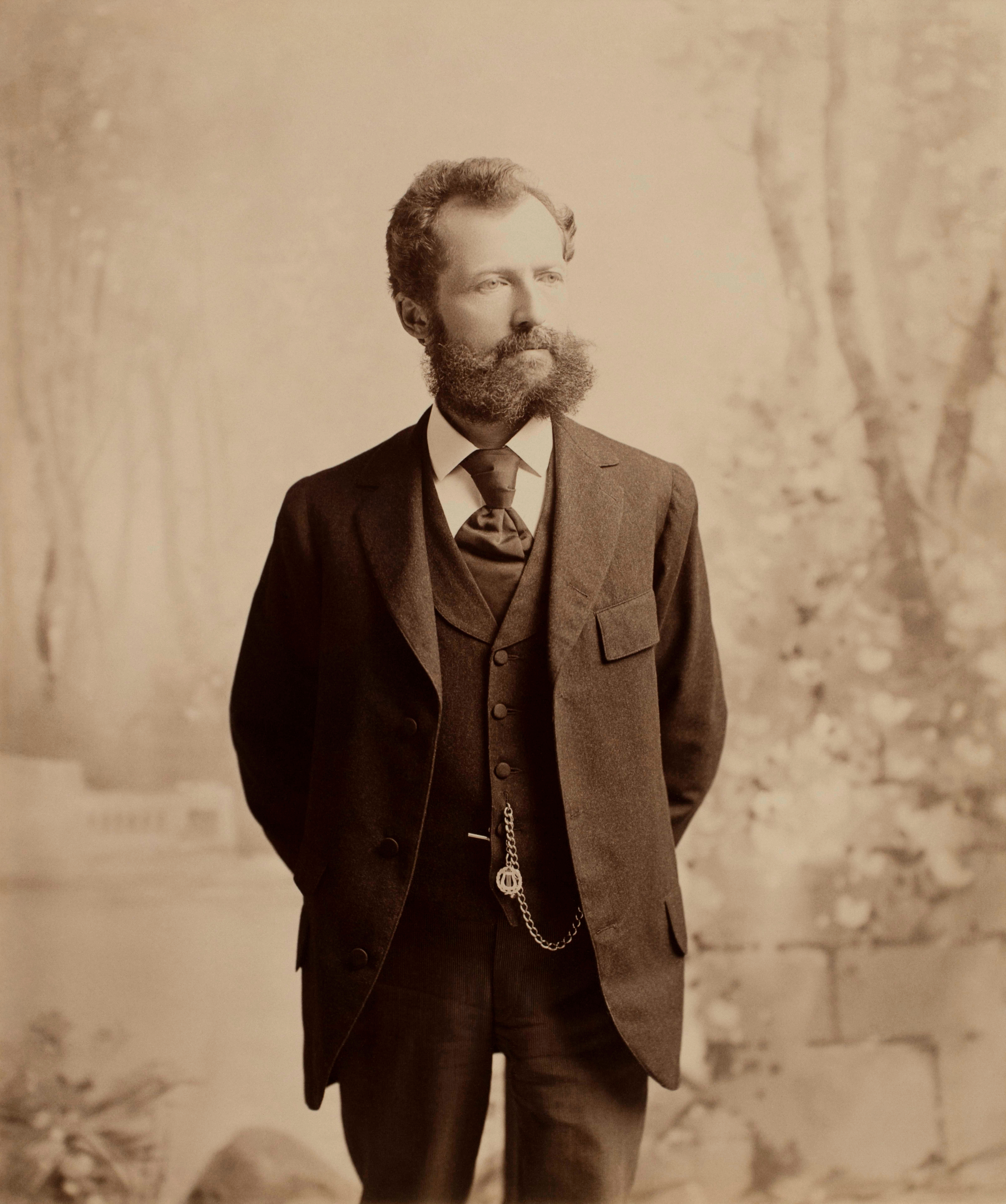
Ottmar Mergenthaler

Ottmar Mergenthaler (urodzony 11 maja 1854 w Hachtel (Niemcy), zmarł 28 października 1899 w Baltimore) – amerykański wynalazca pochodzenia niemieckiego, wynalazca  linotypu.
Urodził się w Niemczech, w Wirtembergii. Chciał studiować inżynierię, ale pochodził z niebogatej rodziny, której nie było stać na sfinansowanie mu studiów. Uczył się więc zegarmistrzostwa, a w wieku 18 lat wyemigrował do Stanów Zjednoczonych, gdzie sześć lat później uzyskał  obywatelstwo. Początkowo mieszkał i pracował w Waszyngtonie, potem w Baltimore.
Pracując w warsztacie mechanicznym, został skierowany do pracy nad maszyną do pisania wykorzystywaną w procesie litograficznym. Mergenthaler zainteresował się tymi projektami, ale doszedł do wniosku, że nie dadzą one właściwego rezultatu. Zaczął projektować i konstruować inną maszynę do mechanicznego składania druku (od 1883 r. we własnej firmie). W 1884 roku skonstruował maszynę do składania i odlewu całych wierszy z czcionkami. W 1886 r. została ona zaprezentowana i wykorzystana do druku gazety New York Tribune, a ponieważ jej działanie sprowadzało się do napisania i odlania całego wiersza czcionek za jednym razem, nadano jej nazwę linotyp (od "the line of types" – wiersz czcionek).
Linotyp zrewolucjonizował drukarstwo, a Mergenthaler do końca życia (zmarł przedwcześnie na gruźlicę w wieku 45 lat) pracował nad swoim wynalazkiem, wprowadzając do niego liczne ulepszenia.